# 刘克俭 (1896年)
刘克俭（1896年—1950年6月25日），曾用名崇朴。辽宁本溪人。民国时期政治人物。

## 生平
1911年，考入本溪干金沟高等小学。1916年，考入辽宁省立第二师范学校读书。1920年，在本溪县清真私立小学任教，同年加入中国国民党，兼任本溪县国民党通讯处通讯员。1922年，任本溪县教育会长。1924年，任本溪县回民党党务指导员。1927年，先后在新民小学、县立第三小学校任校长、大堡小学校教员。九一八事变后，1932年投奔抗日义勇军，在新宾县从事抗日活动，任义勇军第六路军总指挥兼第一旅旅长。同年9月，活动于沈海路，不久为日军所败，从营口投奔北平抗日救国会。1933年，到义县万福麟部骑兵二师任政治部主任。1935年返回北平，任北平抗敌协会宣传干部。1936年后，先后在江苏、陕西、河南、西安任烟酒税局局长、督察等职。
1945年抗日战争结束后，任国民党辽宁接收专员。1946年，先后在沈阳接收商工银行，任辽阳税务局长；10月迁辽安区税务管理局督察。1947年1月，任国民党本溪县县长，收编伪还乡队，兼任队长，配合国民党207师袭击东北民主联军。1948年8月，组织民众委员会，任副主任，配合国民党207师突击队和警察六个中队，向本溪县偏岭、法台堡等地突袭，杀害妇女会委员包思其。同年10月31日，解放军占领本溪后，刘克俭率余党潜逃沈阳，后被公安局侦悉归案。1950年6月24日，被判死刑枪决。